# Pegesimallus apicalis
Pegesimallus apicalis är en tvåvingeart som beskrevs av Stanley Willard Bromley 1947. Pegesimallus apicalis ingår i släktet Pegesimallus och familjen rovflugor. Inga underarter finns listade i Catalogue of Life.